# Raúl Plascencia Villanueva
Raúl Plascencia Villanueva (Tijuana, Baja California, 3 de julio de 1965) es un político, profesor y abogado mexicano, del 16 de noviembre de 2009 al 15 de noviembre de 2014 se desempeñó como Presidente la Comisión Nacional de los Derechos Humanos (México).

## Formación
Egresado de la Universidad Autónoma de Baja California, institución de la que obtuvo el Título de Licenciado en Derecho. Posteriormente cursó estudios de Especialidad en Ciencias Penales y de Maestría en Derecho en la Universidad Nacional Autónoma de México, es Doctor en Derecho por la misma Universidad.

## Distinciones
Ha recibido diversos reconocimientos académicos, como lo son el Premio al Reconocimiento Escolar por haber logrado el mejor promedio de su generación en sus estudios de licenciatura, y promedio de diez en sus estudios de especialidad, maestría y doctorado; mención honorífica en sus exámenes tanto en licenciatura como para obtener el grado de Doctor en Derecho y premio al mérito profesional por su alto desempeño académico y trayectoria profesional; asimismo, ha recibido otros veinte reconocimientos académicos, en el ámbito nacional e internacional. 
Es investigador del Sistema Nacional de Investigadores del CONACYT y Académico de Número de la Academia Mexicana de Ciencias Penales.
Es doctor honoris causa por la Universidad Autónoma de Coahuila y la Benemérita Universidad Autónoma de Puebla, Profesor Honoris Causa por la Universidad Autónoma de Tlaxcala, por la Universidad del Salvador en Argentina y por la Escuela Libre de Derecho de Puebla.

## Publicaciones
Ha publicado más de 150 artículos doctrinales sobre diversos tópicos en materia penal y es autor de múltiples obras, destacando entre ellas: Los Delitos Contra el Orden Económico; La Responsabilidad Penal de la Persona Jurídica; La Jurisprudencia en México, Teoría del Delito, Los Homicidios y Desapariciones de Mujeres en Ciudad Juárez (1993-2009), Compendio de Normas Oficiales Mexicanas Sobre el Derecho a la Protección de la Salud y Compendio de Instrumentos Internacionales de Derechos Humanos. 

## Trayectoria profesional
Profesionalmente se desempeñó como abogado litigante durante quince años. Ocupó además el cargo de Segundo y Primer Visitador General de la Comisión Nacional de los Derechos Humanos y, desde noviembre de 2009, por elección del Pleno del Senado de la República, es Presidente de la Comisión Nacional de los Derechos Humanos.
Fue nombrado Presidente del Comité Mundial de Finanzas de las Instituciones Nacionales para la Promoción y Protección de los Derechos Humanos. Así mismo, en la XVIII Asamblea General de la Federación Iberoamericana del Ombudsman, fue elegido como su Presidente para el periodo 2013-2015.

## Controversias
Intentó reelegirse para un periodo adicional en la CNDH y no lo consiguió, ya que organizaciones civiles y defensores de derechos humanos interpusieron una demanda de juicio político por omisiones en casos de violaciones graves a los derechos humanos, señalamientos sobre su cercanía con el Poder Ejecutivo, además de cuestionamientos por la adquisición de una residencia valuada en 20 millones de pesos.